# Albert Paris Gütersloh
Albert Paris Gütersloh, nascido Albert Conrad Kiehtreiber, (Viena, 5 de fevereiro de 1887 &#x2013; Baden bei Wien, 16 de maio de 1973) foi um pintor e escritor austríaco .
Gütersloh trabalhou como ator, diretor e cenógrafo antes de se dedicar à pintura em 1921.
Como professor de Arik Brauer, Ernst Fuchs, Ruth Rogers-Altmann, Wolfgang Hutter, Fritz Janschka e Anton Lehmden, ele é considerado uma das maiores influências na Escola de Realismo Fantástico de Viena.

## Condecorações e prêmios

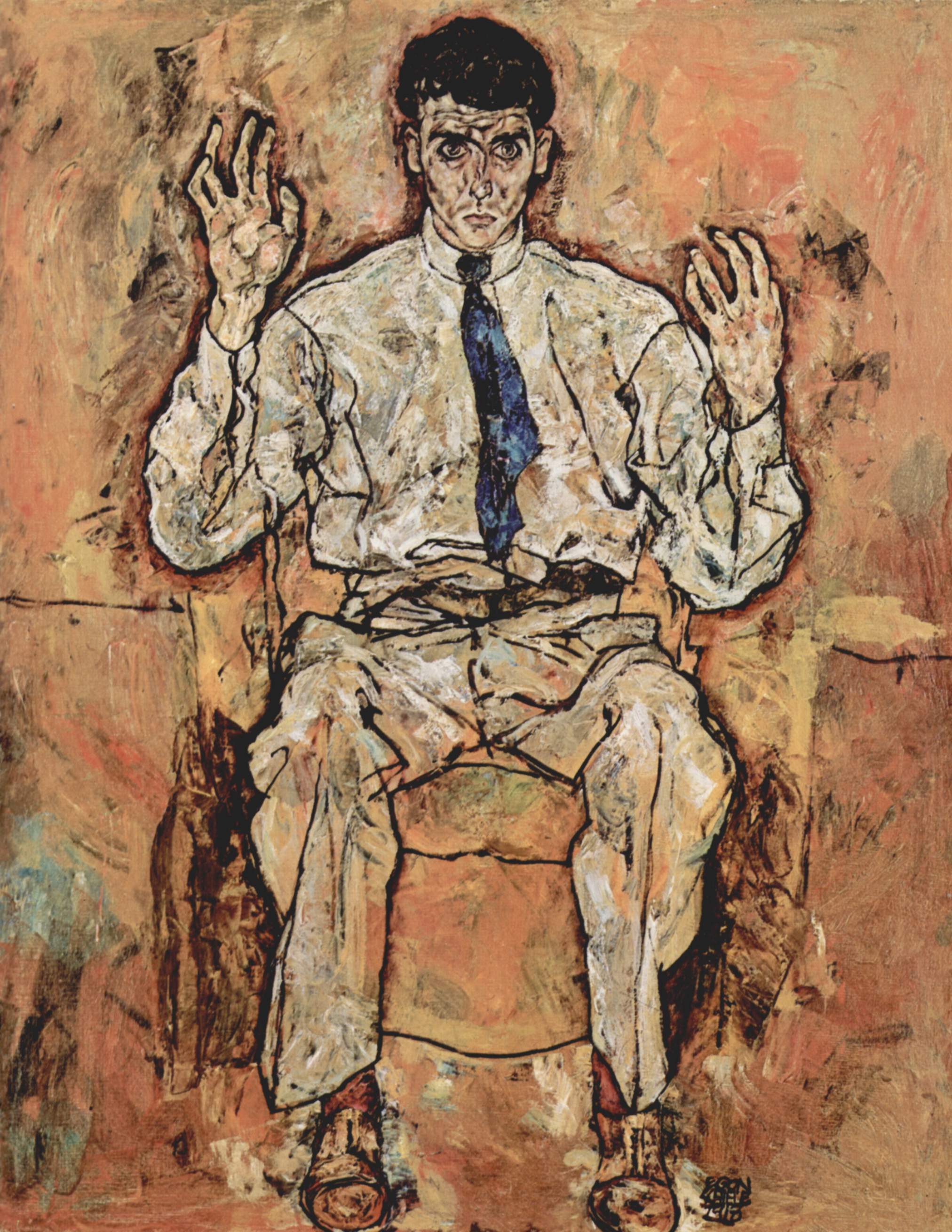
Albert Paris Gütersloh, retrato de Egon Schiele, 1918

- 1922 Theodor Fontane Prêmio de Artes e Letras
- 1926 Prêmio Reichel (1926)
- Grande Prémio de 1928, Paris (1928) pelas suas tapeçarias
- 1935 Prêmio Nacional de Pintura (1935)
- Grande Prémio de 1937, Paris (1937)
- 1948 Prémio da Cidade de Viena para Pintura e Gráficos
- 1952 Prêmio do Estado da Grande Áustria para Artes Visuais
- 1961 Grande Prêmio do Estado Austríaco para a Literatura
- 1957 Anel de Honra da Cidade de Viena
- Prémio da cidade de Viena de 1961 pela poesia
- 1967 Prémio da Cidade de Viena para a Literatura
- 1967 Decoração Austríaca para Ciência e Arte[1]
- 1987 selo comemorativo austríaco para marcar seu 100º aniversário